# 猫のウイルス性上部気道感染症
猫のウイルス性上部気道感染症（feline upper respiratory infectious disease）とは猫におけるウイルス性感染症。猫インフルエンザ、猫鼻感冒、猫ウイルス性肺炎などと呼ばれていたが、現在は上記の用語に統一されている。

## 原因
猫ヘルペスウイルス1型（FHV-1）あるいは猫カリシウイルス（FCV）が原因の90%以上を占めている。キャリアーとの接触感染が大部分を占めるが、飼い主の手指および食器を介した感染も存在する。飛沫感染も生じるが稀である。

## 症状
数日から2週間程度の潜伏期の後、発熱、間欠的なくしゃみを伴う水様性鼻汁および眼の分泌物がみられる。急性期から回復すると多くは慢性感染となり、ウイルスのキャリアーとして症状を繰り返す。

## 診断
病歴や症状のみでの確定診断は難しく、症状およびワクチン接種の有無の確認、免疫学的診断法を用いて診断する。

## 治療
栄養補給を含む対症療法ならびに細菌による二次感染の治療を行う。

## 予防
予防法として猫ヘルペスウイルス1型および猫カリシウイルスのワクチン接種があるが、追加接種などを行っても確実な予防効果は得られない。接種後数週間は他の猫との接触を避けることが望ましい。